# William Smellie (obstétricien)
William Smellie (5 février 1697 – 5 mars 1763) est un obstétricien et instructeur médical écossais qui pratique et enseigne principalement à Londres. C'est l'un des premiers hommes sages-femmes importants en Grande-Bretagne. Il a notamment conçu des forceps obstétricaux, établit des pratiques d'accouchement plus sûres et, par son enseignement et ses écrits, a contribué à donner à l'obstétrique une base plus scientifique. Il est souvent considéré comme le « père de la sage-femme britannique ».

## Enfance et éducation
Smellie naît le 5 février 1697 à Lesmahagow, en Écosse. Il est le seul enfant de Sara Kennedy (1657-1727) et d'Archibald Smellie (1663/4-1735), marchand et bourgmestre de la ville,.
Smellie pratique la médecine avant d'obtenir une licence, en ouvrant une apothicairerie en 1720 à Lanark. Ce n'est pas une entreprise particulièrement lucrative, car il vend également des tissus pour compléter ses revenus, tout en commençant à lire des livres de médecine et à apprendre les rudiments de l'obstétrique. En 1728, il épouse Eupham Borland, de sept ans son aînée. En 1733, il intègre la faculté des médecins et chirurgiens de Glasgow. En 1739, après avoir étudié la profession de sage-femme à Paris pendant une brève période, il ouvre un cabinet et une pharmacie à Londres. En 1741, il commence à présenter des conférences et des démonstrations d'obstétrique aux étudiants en médecine et aux sages-femmes. Cette pratique s'avère bien plus fructueuse que la première et Smellie se fait un nom à Londres,. Il s'inscrit ensuite à l'université de Glasgow et obtient son diplôme de docteur en médecine en 1745.

## Carrière

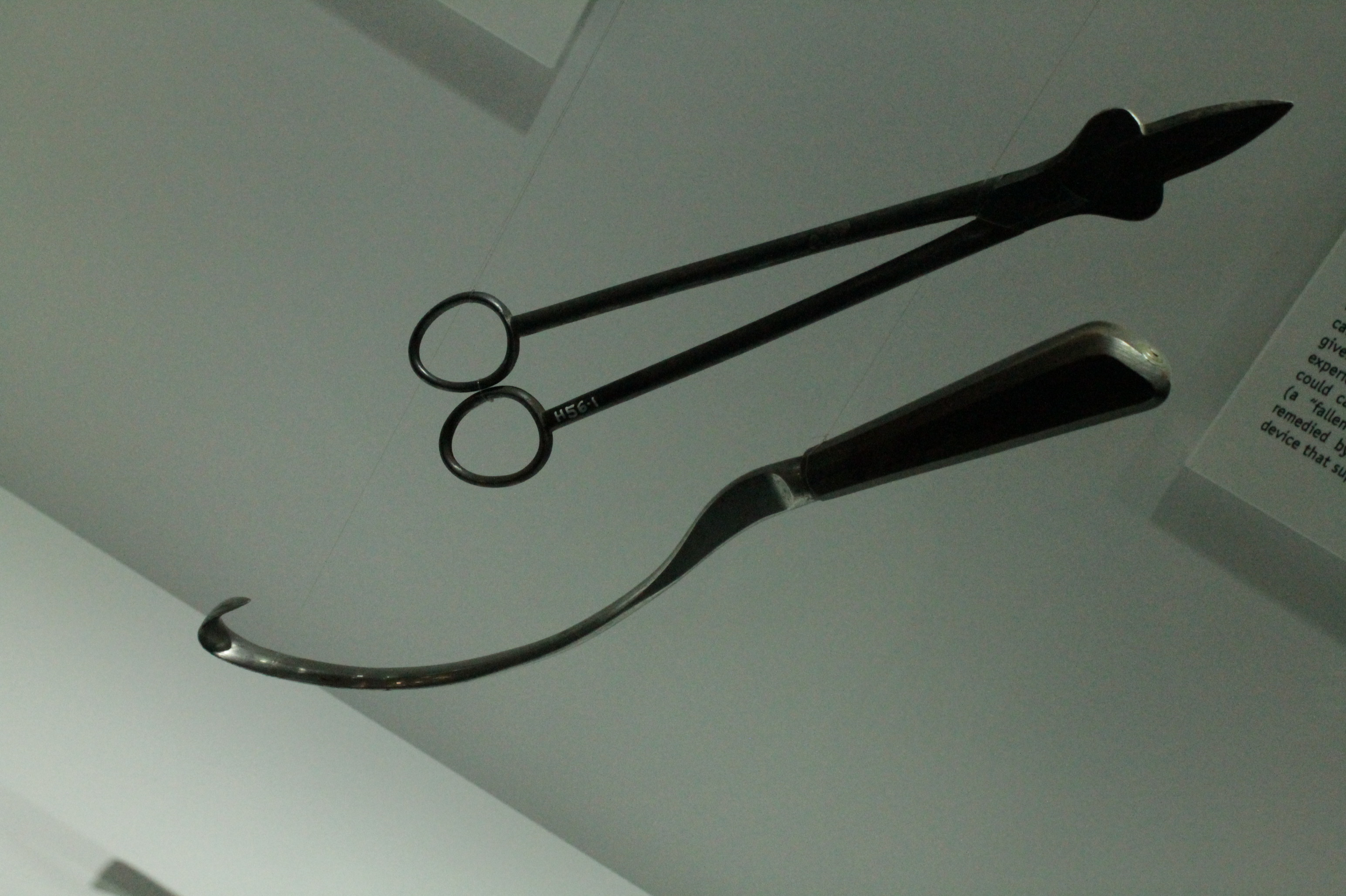
Instruments chirurgicaux de William Smelli, Hunterian Museum, Glasgow

Les travaux de Smellie ont contribué à rendre l'obstétrique plus scientifique. Il a inventé une « machine » - un mannequin obstétrique - pour instruire ses élèves. Il s'agissait essentiellement d'un modèle du processus d'accouchement, que l'on appellerait aujourd'hui un « fantôme ». Bien qu'il ne s'agisse pas d'une idée originale, le fantôme était beaucoup plus précis que les modèles précédents et lui permettait de démontrer visuellement les techniques de sage-femme.

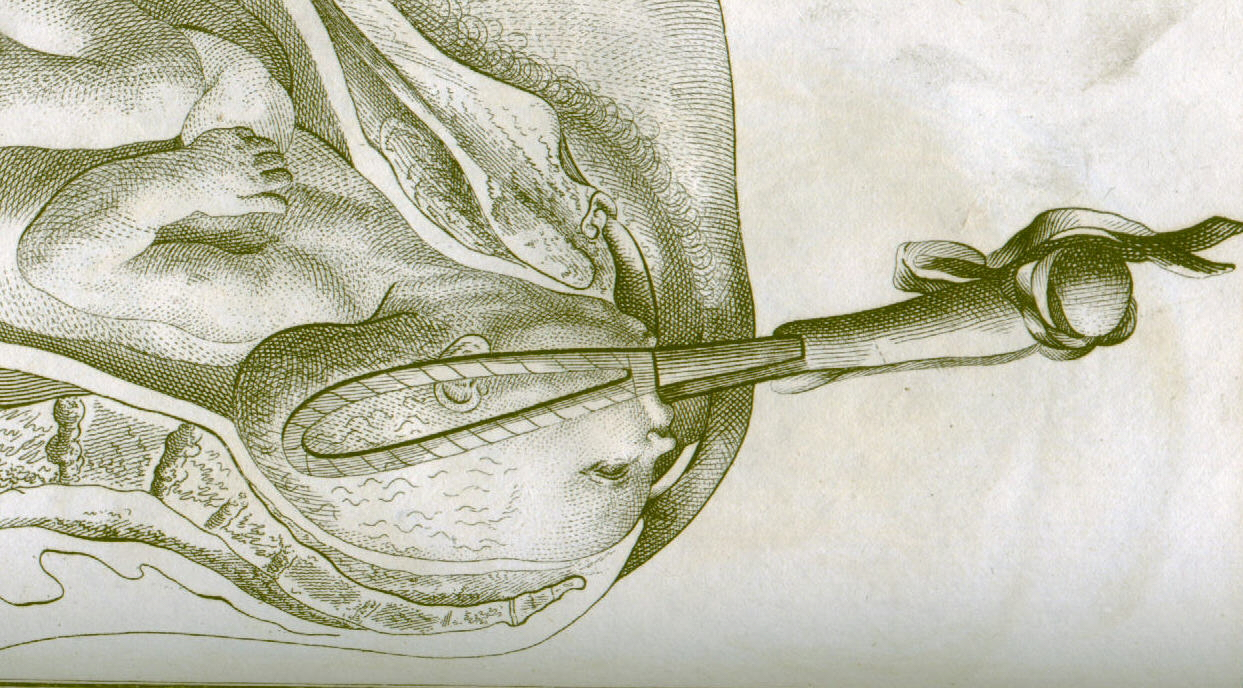
Utilisation de forceps par William Smellie

Il a également conçu une version améliorée de la pince obstétricale, qui a été révélée récemment après que la famille Chamberlen (en), qui pratiquait les accouchements, l'ait gardée secrète pendant des générations. Il a fait connaître l'utilisation de ces instruments bien qu'il ait encouragé l'accouchement naturel comme étant la meilleure méthode d'accouchement en raison de sa nature moins invasive. Dans sa nouvelle version du forceps, Smellie a raccourci et courbé les lames et les a dotées d'un mécanisme de verrouillage. En outre, il a décrit le mécanisme de l'accouchement, conçu comme une manœuvre pour faire sortir la tête d'un bébé en siège et publié ses enseignements. Il a été le premier à documenter le processus d'accouchement naturel et à détailler la méthode par laquelle la tête de l'enfant sortait du bassin de sa mère,.
Smellie a remis en question le concept communément accepté de sauver la mère plutôt que l'enfant en cas de complication. Grâce à l'introduction des forceps dans le domaine de l'obstétrique, des manœuvres plus délicates ont pu être effectuées, ce qui a permis aux obstétriciens de mettre en balance la vie de la mère et celle de l'enfant en cas de complications, et de résoudre plus souvent le problème et de sauver les deux. Il est le premier à avoir été capable de réanimer un nourrisson après un collapsus pulmonaire et à avoir décrit en détail la dystocie utérine.
Smellie était très respecté en tant qu'enseignant et sage-femme. Dix ans après avoir ouvert son cabinet à Londres, Smellie comptait 900 élèves et avait donné 280 cours magistraux. Ses étudiants n'ont pas obtenu de certification ou rempli des exigences de formation médicale en suivant ses cours, mais sont venus pour améliorer leurs connaissances. En tant qu'enseignant, Smellie s'efforçait d'offrir à ses étudiants des démonstrations en direct pour accompagner les cours magistraux. Par conséquent, il a offert des services gratuits de sage-femme aux patientes si elles permettaient à ses étudiants d'observer le processus d'accouchement. C'est ainsi que les étudiants en médecine ont commencé à assister à des accouchements dans le cadre de leur formation médicale.
L'un de ses élèves, William Hunter, est devenu un obstétricien réputé et a été le médecin de la reine Charlotte. Contrairement à Hunter, Smellie a réussi à acquérir du prestige et du succès sans avoir de relations avec des personnages très réputés de la société. Malgré ses origines modestes, Smellie a pu acquérir une grande notoriété en s'intéressant à l'obstétrique et en innovant dans le domaine des instruments médicaux et de la littérature de référence.
Le travail de Smelli ne s'est pas fait sans opposition. À l'époque, la profession de sage-femme est dominée par les femmes. La plupart des sages-femmes soutenaient qu'il était inapproprié pour les hommes d'aider les femmes à accoucher, et de nombreuses patientes étaient d'accord avec elles. Cependant, les travaux de Smellie ont contribué à amorcer le passage de l'obstétrique d'une profession exercée par des femmes ayant un certain degré d'expérience à un domaine médical pratiqué en grande partie par des médecins et des chirurgiens de sexe masculin ayant reçu une formation.

## Mort et héritage
Smellie enseigne et exerce la profession de sage-femme jusqu'en 1759, année où il prend sa retraite et retourne dans sa ville natale de Lanark. Il transmet son cabinet au docteur John Harvie, qui avait épousé la nièce de Smellie. À sa retraite, Smellie fait construire une résidence appelée Smellom Hall, et se consacre à la compilation et à l'affinement de ses découvertes dans plusieurs ouvrages, dont le dernier volume de A Treatise on the Theory and Practice of Midwifery (Traité sur la théorie et la pratique de la profession de sage-femme). Il meurt à l'âge de 66 ans, le 5 mars 1763, à temps pour terminer son livre, mais pas pour le voir publié. Smellie est enterré avec sa femme dans la section St. Kentigern du cimetière de Lanark.
En 1828, Harvie fait don d'un portrait de Smellie au Royal College of Surgeons d'Édimbourg. Smellie a probablement peint ce portrait lui-même en 1719.
En 1948, l'hôpital Lockhart de Lanark ouvre un service de maternité ; en 1955, l'ensemble de l'hôpital est consacré aux services de maternité et l'hôpital est rebaptisé William Smellie Memorial Hospital. En 1992, il ferme ses portes et le service de maternité, qui porte toujours le nom de William Smellie, est transféré à l'hôpital Law de Carluke. En 2001, cette unité ferme et les services de maternité sont transférés à l'hôpital général de Wishaw (en).

## Controverses
En 2010, l'historien Don Shelton remet en question les méthodes utilisées par Smellie pour mener ses recherches. Dans le Journal of the Royal Society of Medicine (en), il suggère que Smellie et son collaborateur et futur concurrent William Hunter sont responsables de multiples meurtres de femmes enceintes afin d'avoir accès à des cadavres pour la dissection anatomique et l'expérimentation physiologique. En raison de l'inadéquation entre l'offre et la demande de cadavres, les scientifiques ont dû trouver d'autres moyens, souvent illégaux, pour y accéder. Shelton propose que ces deux médecins utilisent ce que l'on appellera plus tard le burking, du nom du meurtrier William Burke, qui a tué 16 personnes en collusion avec William Hare, vendant les corps à l'anatomiste Robert Knox,. Il indique que le pillage de tombes n'était pas une méthode suffisante pour permettre aux obstétriciens d'accéder au type spécifique de tissu nécessaire aux tests et à la dissection. En 1755, l'accès de Smellie aux cadavres est remis en question. De nombreuses accusations émanent de concurrents et, craignant d'être jugé, voire exécuté, Smellie interrompt ses travaux pendant plusieurs années afin d'étouffer les soupçons qui ont été soulevés,.
La supposition de Shelton est critiquée par un certain nombre d'historiens de la médecine qui soulignent que, dès 1761, Petrus Camper avait indiqué que les chiffres figurant dans l'ouvrage de Smellie intitulé A Sett of Anatomical Tables « n'étaient pas tous tirés de la vie réelle » et qu'il existait probablement à l'époque d'autres méthodes que le meurtre pour obtenir les corps de femmes enceintes récemment décédées.
Helen King (en) indique que la réaction des médias et de l'internet à la publication de Shelton « a soulevé de nouvelles questions sur la manière dont l'histoire médicale est générée, présentée et évaluée dans les médias et, en particulier, sur internet ».

## Travaux

A sett of anatomical tables (1754)

- A Treatise on the Theory and Practice of Midwifery (publié en trois volumes de 1752 à 1764) décrit le mécanisme de l'accouchement et la manière de gérer le processus normal de l'accouchement ainsi que les diverses complications qui peuvent survenir[5]. Ce livre a été le premier à établir des procédures pour garantir une utilisation sûre des forceps obstétriques, Smellie ayant reconnu que les forceps étaient un outil permettant de sauver des vies, mais qu'il valait mieux les utiliser avec parcimonie[9]. Lorsque Smellie publie le premier volume, il exerce depuis plus de 30 ans et a participé à environ 1 150 accouchements. Les informations présentées dans son livre sont éclairantes, car peu de personnes à l'époque ont autant d'expérience dans le domaine des sages-femmes[4].
- A Sett of Anatomical Tables (1754) est également une contribution importante au domaine de l'obstétrique. Il s'agit d'une compilation de dessins anatomiques de Smellie représentant l'accouchement et la grossesse. Bien qu'elle n'ait été imprimée qu'à cent exemplaires, elle est révolutionnaire par son niveau de détail et sa précision anatomique[5].